# Bistum Wichita
Das Bistum Wichita (lateinisch Dioecesis Wichitensis, englisch Diocese of Wichita) ist eine in Kansas in den Vereinigten Staaten gelegene römisch-katholische Diözese mit Sitz in Wichita.

## Geschichte
Papst Leo XIII. gründete das Bistum Wichita am 2. August 1887 aus Gebietsabtretungen des Bistums Leavenworth. Am 19. Mai 1951 verlor es einen Teil seines Territoriums zugunsten der Errichtung des Bistums Dodge City.

## Territorium
Das Bistum Wichita umfasst die Countys Allen, Bourbon, Butler, Chase, Chautauqua, Cherokee, Cowley, Crawford, Elk, Greenwood, Harper, Harvey, Kingman, Labette, Marion, McPherson, Montgomery, Morris, Neosho, Reno, Rice, Sedgwick, Sumner, Wilson, und Woodson des Bundesstaates Kansas.

## Bischöfe von Wichita
- John Joseph Hennessy (11. Februar 1888 – 13. Juli 1920)
- Augustus John Schwertner (10. März 1921 – 2. Oktober 1939)
- Christian Hermann Winkelmann (27. Dezember 1939 – 19. November 1946)
- Mark Kenny Carroll (15. Februar 1947 – 27. September 1967)
- David Monas Maloney (2. Dezember 1967 – 16. Juli 1982)
- Eugene John Gerber (17. November 1982 – 4. Oktober 2001)
- Thomas James Olmsted (4. Oktober 2001 – 25. November 2003, dann Bischof von Phoenix)
- Michael Owen Jackels (28. Januar 2005 – 8. April 2013, dann Erzbischof von Dubuque)
- Carl Kemme (seit 20. Februar 2014)